# Павленковка
Павленковка (укр. Павленківка) — село на Украине, находится в Житомирском районе Житомирской области.
Код КОАТУУ — 1822085302. Население по переписи 2001 года составляет 66 человек. Почтовый индекс — 12463. Телефонный код — 412. Занимает площадь 0,236 км².

## Адрес местного совета
12463, Житомирская область, Житомирский р-н, с.Озерянка, ул.Пушкина, 3